# Pustinjska mačka
Pustinjska mačka (lat. Felis margarita) je vrsta zvijeri iz porodice mačaka, potpuno prilagođena životu u pustinji. Živi u pustinjama sjeverne Afrike, te jugozapadne i središnje Azije.

## Opis
Pustinjska mačka je relativno mala, zdepasta mačka s kratkim nogama, dugim repom i velikim, šiljastim ušima. Duga je 39-57 centimetara, s duljinom repa od 23 do 31 centimetra. Tjelesna masa joj varira između 1,4 i 3,4 kilograma.
Boja krzna je pješčano-žuta većim dijelom tijela, s blijedim mrljama koje nekad nisu previše vidljive (vidljivije su kod afričkih podvrsta). Brada je bijela. Na nogama i repu su crne crte, a na licu su crvene crte koje se protežu od obraza do unutrašnjih kutova očiju. Zimi krzno može biti vrlo debelo, s dlakama duljine do 5,1 centimetara. Oči su krupne i zelenkasto-žute boje, dok je nos crn.
Pustinjska mačka ima duge dlake među nožnim prstima, koje joj pomažu kod hoda po vrućem pijesku. Kandže na stražnjim nogama su malene i tupe.

## Rasprostranjenost i stanište
Pustinjska mačka prvenstveno živi u pješčanim i kamenitim pustinjama, te ima široku rasprostranjenost u pustinjama sjeverne Afrike, te jugoistočne i središnje Azije. Preferira ravne i valovite terene sa siromašnom vegetacijom, gdje je relativno malo hrane. Može preživjeti u temperaturama raspona od -5°C do 52°C, povlačeći se u jazbine tijekom nepovoljnih vremenskih uvjeta. Iako pije vodu kad je dostupna, pustinjska mačka može preživjeti mnogo mjeseci na vodi koja se nalazi u hrani.

### Rasprostranjenost podvrsta
Podvrste pustinjske mačke su:
- Felis margarita margarita (Loche 1858.) − rasprostranjena od Alžira južno do planina Aïr, Sinajskog i Arapskog poluotoka;[3]
- Felis margarita thinobia (Ognev 1926.) − rasprostranejna od pustinje Karakum do jugoistoka Krasnovodska i južnog Kizilkum do zapada Bokhare u Ruskom Turkestanu i u Transkaspijskoj oblasti do Repeteka;[3]
- Felis margarita meinertzhageni (Pocock 1938.) − u Alžirskoj Sahari;[3]
- Felis margarita airensis (Pocock 1938.) − u Sudanu;[4]
- Felis margarita scheffeli (Hemmer, 1974.) − u pustinji Nushki u Pakistanu;[5]
- Felis margarita harrisoni (Hemmer, Grubb and Groves, 1976.) − Arapski poluotok.[2]

## Ekologija i ponašanje
Samotna je životinja izvan sezone parenja. Stanuje u jazbinama, najčešće onima koje su napustili lisica ili dikobraz, ili povećava iskopine gerbila, te drugih glodavaca. Dovršena jazbina općenito je ravna, s jednim ulazom, te je duga oko 3 metra. 
S ostalim pripadnicima vrste okuplja se samo tijekom sezone parenja, pa je njihov broj teško procijeniti. Glasa se slično kao domaća mačka, ali također može proizvoditi glasne, piskutave zvukove, posebno tražeći partnera za parenje. Iz jazbine izlazi nakon sumraka, kada lovi glodavce, guštere, ptice i kukce, iako joj se prehrana često može sastojati isključivo od glodavaca.

### Životni ciklus
Estrus traje 5-6 dana, te je obilježen bučnim glasanjem i mirisnim porukama. Pustinjska mačka u prosjeku okoti tri mačića nakon 59-66 dana, najčešće u travnju ili svibnju. Tjelesna masa mačića pri rođenju je 39-80 grama, te imaju blijedo-žuto ili crvenkasto krzno. Rastu relativno brzo; s pet mjeseci života dosegnu tri četvrtine konačne veličine. Nakon manje od godinu dana postaju samostalni, te ubrzo postaju spolno zreli.

## Vanjske poveznice
Ostali projekti
|  | Zajednički poslužitelj ima stranicu o temi Pustinjska mačka    |
|  | Zajednički poslužitelj ima još gradiva o temi Pustinjska mačka |
|  | Wikivrste imaju podatke o taksonu Pustinjska mačka             |